# Грум-Гржимайло Володимир Юхимович
Грум-Гржимайло Володимир Юхимович (12 [24] лютого 1864, Санкт-Петербург, Російська імперія — 30 жовтня 1928, Москва) — російський і радянський винахідник, інженер металург-теплотехнік, педагог і організатор виробництва, член-кореспондент АН СРСР (1927). Брат Г. Ю. і М. Ю. Грумм-Гржимайлів.

## Життєпис
Народився в сім'ї економіста: батько, Юхим Григорович Грум-Гржимайло, був відомим фахівцем бурякоцукрового і тютюнового виробництв. Мати, Маргарита Михайлівна, уроджена Корнилович, була племінницею декабриста О. Й. Корниловича.
Навчався в 3-й Санкт-Петербурзькій військовій гімназії (1873—1880), потім закінчив Петербурзький гірничий інститут (1885), після чого працював на заводах в Алапаєвську, в Нижньому Тагілі, на металургійних заводах Нижньої Салди, Верхньої Салди.
З 1907 року — ад'юнкт, а в 1911—1918 роки — ординарний професор Петербурзького політехнічного інституту. Громадянську війну з родиною зустрів на Уралі. У 1920—1924 роки обіймав посаду професора Уральського університету (Єкатеринбург), очолював кафедру теорії сталі і печей. У 1924 році виступив на захист професора М. О. Клера, який був звинувачений в шпигунстві на користь Франції. Через розпочате цькування був змушений покинути Єкатеринбург і переїхати до Москви. З 1924 року викладав у Московській гірничій академії. Останні роки життя (з 1924) займався проектуванням металургійних і заводських печей, створив московське Бюро металургійних і теплотехнічних конструкцій.